# نزة الحاجر
قرية نزة الحاجر هي إحدى القرى التابعة لمركز جهينة بمحافظة سوهاج في جمهورية مصر العربية. حسب إحصاءات سنة 2006، بلغ إجمالي السكان في نزة الحاجر 13411 نسمة، منهم 6909 رجل و6502 امرأة.